# NGC 4663
NGC 4663 é uma galáxia lenticular (SB0) localizada na direcção da constelação de Virgo. Possui uma declinação de -10° 11' 53" e uma ascensão recta de 12 horas, 44 minutos e 47,0 segundos.
A galáxia NGC 4663 foi descoberta em 1882 por Ernst Wilhelm Leberecht Tempel.